# ليه فلمنج
ليه فلمنج (بالإنجليزية: Les Fleming)‏ هو لاعب كرة قاعدة أمريكي، ولد في 7 أغسطس 1915، وتوفي في 5 مارس 1980 في كليفلاند في الولايات المتحدة.

## وصلات خارجية
- ليه فلمنج على موقعبيزبول رفرنس.كوم (الدوري الرئيسي) (الإنجليزية)
- ليه فلمنج على موقعبيزبول رفرنس.كوم (الدوري الثانوي) (الإنجليزية)